# P/2017 D1 (Fuls)
P/2017 D1 (Fuls) — одна з короткоперіодичних комет сім'ї Юпітера. Відкрита 21 лютого 2017 року; була 19.8m на час відкриття.